# Laling-Fort

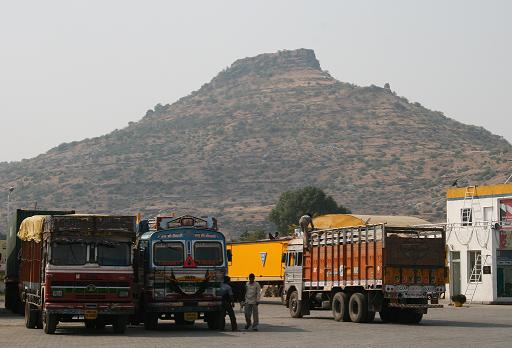
Laling-Fort

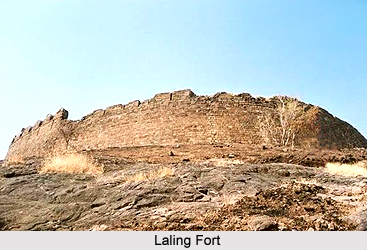
Laling-Fort

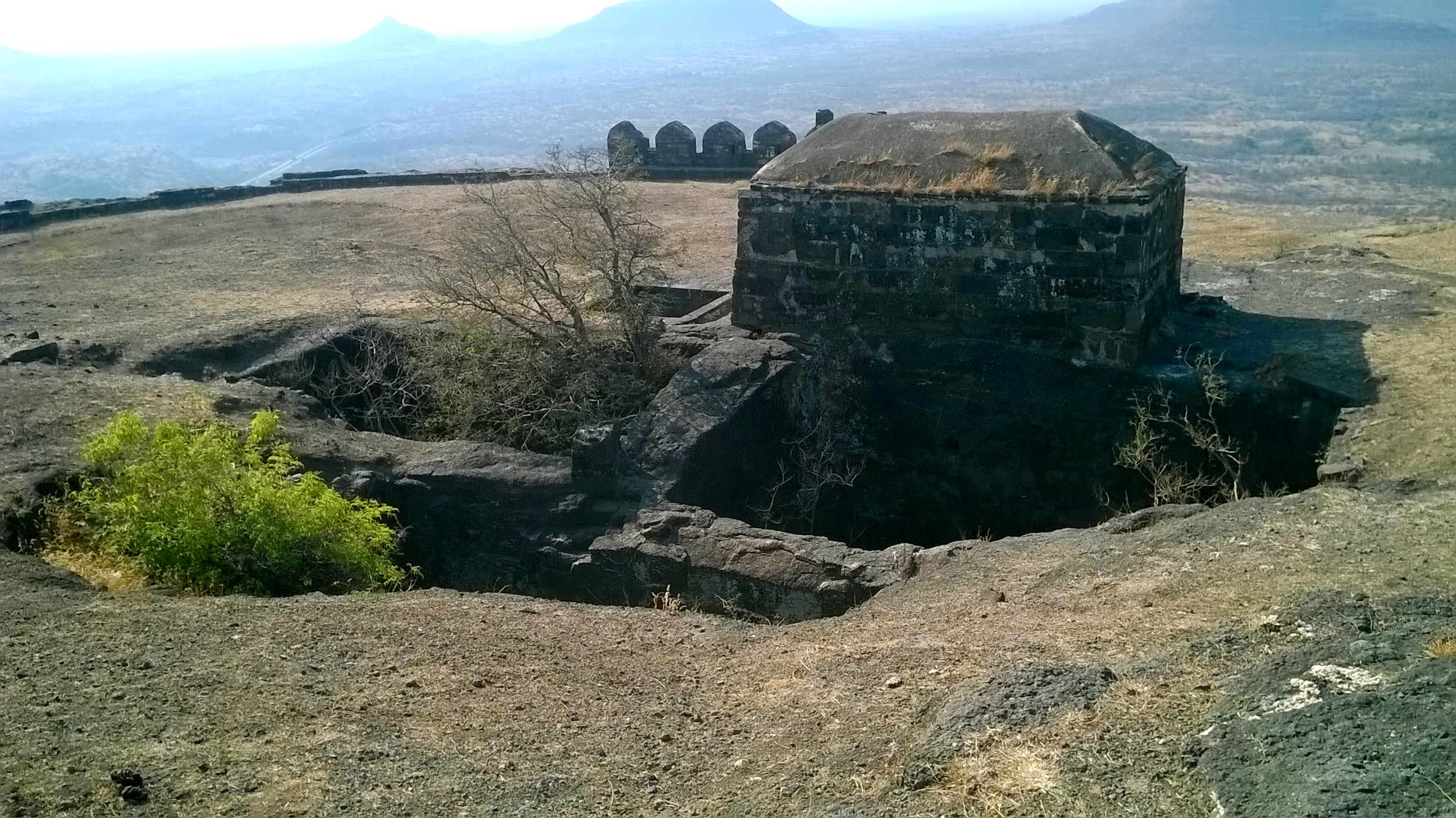
Laling-Fort

Das bei der Großstadt Dhule im heutigen indischen Bundesstaat Maharashtra gelegene Laling-Fort gehörte in der Zeit von etwa 1370 bis 1600 zum Besitz der das Sultanat Khandesh regierenden Faruqi-Dynastie.

## Lage
Das Fort liegt auf einem ca. 600 m hohen Bergplateau etwa 1 km südwestlich der gleichnamigen Ortschaft. Die Großstadt Dhule befindet sich etwa 11 km nördlich am Fluss Panzara, einem Nebenfluss des Tapti.

## Geschichte
Das Bergfort geht wahrscheinlich zurück auf die Initiative von Malik Ahmad, dem Gründer der Faruqi-Dynastie. Er vermachte es noch zu Lebzeiten seinem ältesten Sohn und Nachfolger Nasir Khan (regierte 1399–1437). Im Jahr 1437 wurde es von Truppen des Bahmani-Sultanats erfolglos belagert. Mit dem um das Jahr 1600 vom Mogulreich herbeigeführten Untergang des Sultanats von Khandesh endete auch die Bedeutung des Laling-Forts.

## Sehenswertes
Lediglich einige Teilstücke des Mauerrings und einige in den felsigen Boden hineingehauene Zisternen sind erhalten. Es bietet sich jedoch ein schöner Blick über die Umgebung der Stadt Dhule.